# Petri Lindroos
Petri 'Pete' Lindroos (Espoo, Finska, 10. siječnja 1980.), gitarist, pjevač i osnivač melodičnog death metal sastava Norther, a od 2005. godine gitarist i pjevač folk/viking metal sastava Ensiferum, nakon što Jari Mäenpää odlazi iz istog. Gitaru je počeo svirati u razdoblju od 1992. do 1993. godine. 

## Metal scena
Petri je izjavio da za vrhunac svoje muzičke karijere smatra turneju Northera s Dimmu Borgir i Hypocrisy.

### Utjecaji
Children of Bodom,
Lost Horizon,
Faith No More,
Slayer,
Testament,
Skid Row.

## Diskografija

### S Northerom
- No Way Back (2007.),
- Till Death Unites Us (2006.),
- Scream (2006.),
- Solution 7 (2005.),
- Spreading Death (2004.),
- Death Unlimited (2004.),
- Spreading Death (2004.),
- Mirror of Madness (2003.),
- Unleash Hell (2003.),
- Dreams of Endless War (2002.),
- Released (2002.).

### S Ensiferumom
- Unsung Heroes (2012.)
- From Afar (2009.)
- Victory Songs (2007.)
- One More Magic Potion (2007.)
- Dragonheads (2006.)

## Karijera izvan metal scene
Petri Lindroos je rođen u obitelji glazbenika. Otac mu je bio operni pjevač, tenor. Išao je u Sibelius Akademiju u Helsinkiju prvo sa solo klavirom kao glavnim predmetom, koji je ubrzo zamijenio solo pjevanjem. 1995. je diplomirao. Također je proučavao vokalne tehnike privatno u inozemstvu (Kopenhagen, Milano i New York). 
Nastupao je kao solista s mnogo orkestara širom Skandinavije, kao i u Centralnoj Europi i Rusiji.
Također se mogao vidjeti u izvedbi nekoliko opera kao Sparafucile (Rigoletto), Filippo (Don Juan), Don Basilio (Il barbiere di Sevilla) itd.
1999. Petri je osvojio drugo mjesto na Lappeerenranta natjecanju pjevanja. Ovo mu je donijelo pozitivne kritike u Finskoj i šire.